# I съезд Итальянского союза борьбы
I конгресс Итальянского союза борьбы (итал. I Congresso dei Fasci italiani di combattimento) прошёл во Флоренции 9 и 10 октября 1919 года после провозглашения программы партии Бенито Муссолини 23 марта того же года.

## Проведение конгресса
По официальным данным, в конгрессе приняли участие представители 137 союзов (фашо), всего 40 385 членов (вероятно завышено для пропагандистских целей). Подтверждает это и тот факт, что на последующем Римском конгрессе в 1921 году число участников упало до 56 союзов, насчитывающих около 17 000 членов.
Среди наиболее важных выступлений: Умберто Фаббри из Рима, представивший программу движения; Филиппо Томмазо Маринетти, отстаивавший яростный антиклерикальный курс, направленный на «изгнание папства» из Италии (цель, которую Маринетти определил как svatiticamento); Джакомо Франсиа, делегат из Трани, который обращался к проблемам юга Италии, и Микеле Бьянки, который поддерживал возможность сохранения свободы в отношении избирательных союзов (вместо этого большинство поддержало необходимость присоединения только к блокам левых интервенционистов).
Бенито Муссолини развил очень оптимистичный дискурс, заявив, что у него нет ни роялистских, ни республиканских предубеждений, он отложил идею революционного восстания, но в то же время заявив, что оккупация Фиуме Д'Аннунцио будет решена, положительно, без необходимости восстания. Он призвал к отмене цензуры прессы, для будущих всеобщих выборов он посчитал коалицию с левыми интернационалистами как единственно возможный союз. Он раскритиковал правительство правительство Нитти и тайно поддерживающую его монархию.

### Утверждение повестки дня
По завершении выступления Муссолини предложил четыре пункта программы партии, которые были одобрены:
• Приверженность партии идеи «экономического освобождения и автономии рабочего класса» (следовательно, поддержка профсоюзов Итальянского рабочего союза и Итальянской федерации морских рабочих);
• Отмена цензуры;
• Поддержка Габриэля Д'Аннунцио;
• Союзы с другими политическими партиями.

## Выборы 1919 года
Одобренная съездом стратегия политических выборов оказалась, однако, неудачной, подчеркнув слабость движения, созданного всего несколько месяцев назад. Попытка создать избирательный блок с участием сил левых интервенционистов, таких как республиканцы и революционные синдикалисты, была отклонена последними. В итоге, в Милане фашистам пришлось прибегнуть к единому списку с бывшими ардити и военными добровольцами (в составе которого они были очень незначительны), ни в одном из других округов они не смогли представить свои собственные списки. В некоторых округах Союз борьбы в конечном итоге поддержал списки либеральной оппозиции правительству (тем самым прямо противореча решению конгресса). Результаты выборов для партии были очень скромными (2 депутата).